# Samoiedos
| Yukaghir Samoiedos | Úgricos Fino-permianos |

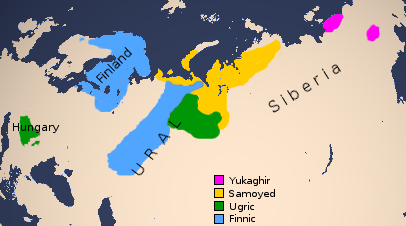
Distribuição geográfica dos falantes de idiomas samoiedos, fínicos, úgricos e yukahhir
Yukaghir
Samoiedos
Úgricos
Fino-permianos

Os povos samoiedos são um grupo etnolinguístico que habita o norte da Sibéria, falantes das línguas samoiedas que fazem parte da família linguística urálica (ao qual pertencem também o finlandês e o húngaro). São um grupo linguístico, étnico e cultural. O nome é derivado do termo obsoleto samoieda, usado na Rússia para se referir a certos povos indígenas da Sibéria. O termo é originalmente uma palavra russa, uma corruptela do etnônimo "saamod". "Samoyed", em russo, quer dizer literalmente "autocomedor" ou "canibal", mas esse não é o significado original e é considerado pejorativo.

## Povos
Os povos samoiedos incluem:
Povos Samoiedos do Norte
- Nenets
- Enets
- Nganasan

Povos Samoiedos do Sul
- Selkup
- Kamasins ou Kamas (atualmente extinto como um grupo étnico distinto)
- Mator ou Motor (atualmente extinto como um grupo étnico distinto)
- Koibal (atualmente extinto como um grupo étnico distinto)

## Localização
O maior grupo entre eles são os Nenets, somando mais de 34,000 pessoas. Eles vivem em três distritos autônomos da Rússia: Nenetsia, Iamália (também conhecida como Yamalo-Nenetsia) e Taymyria (formalmente conhecida como Dolgano-Nenetsia).

## Galeria

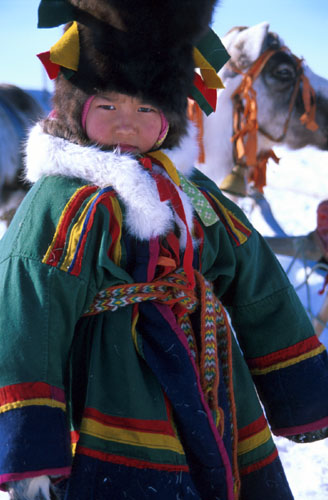
Uma criança nenets.
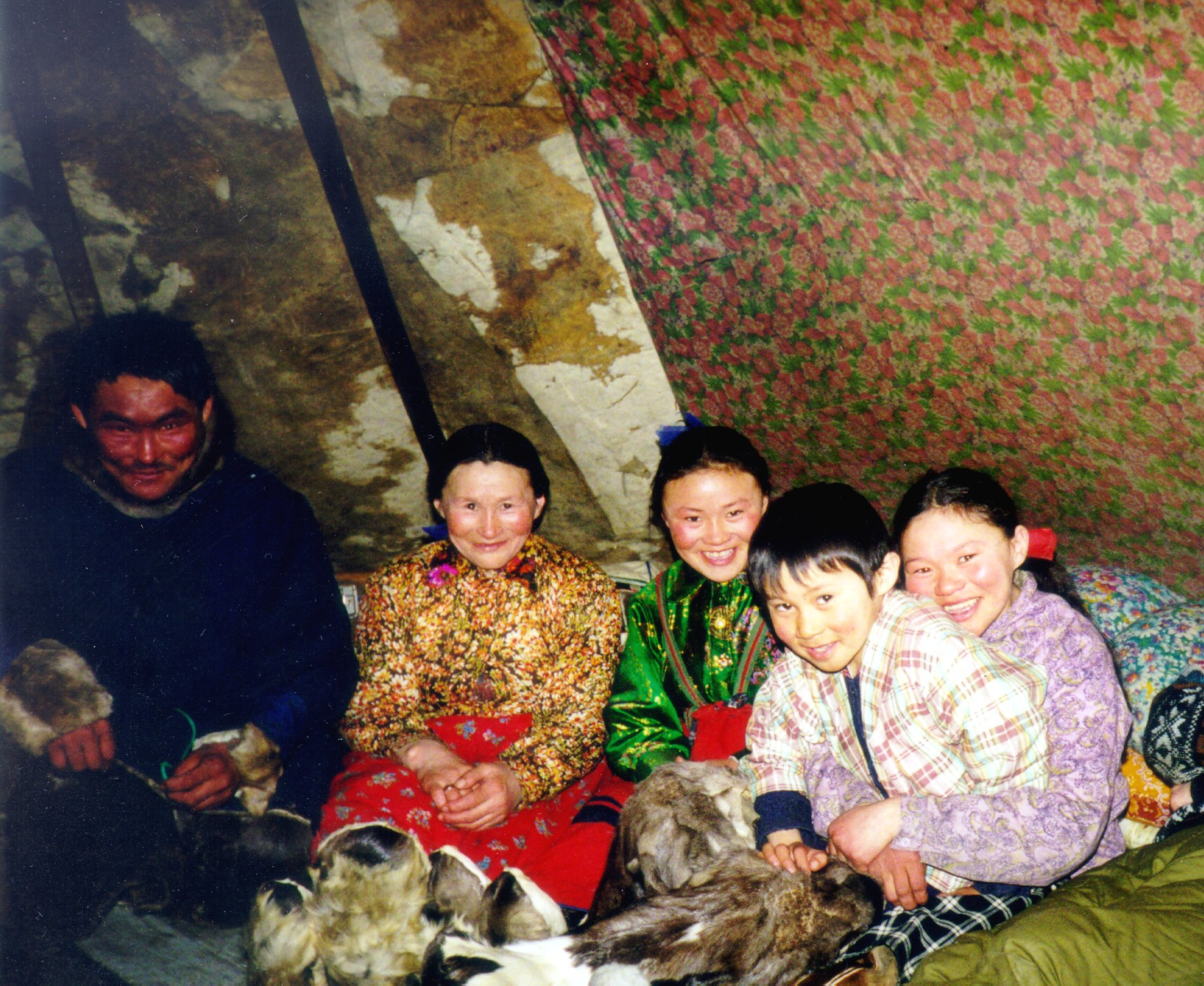
Nenets dentro da tenda.
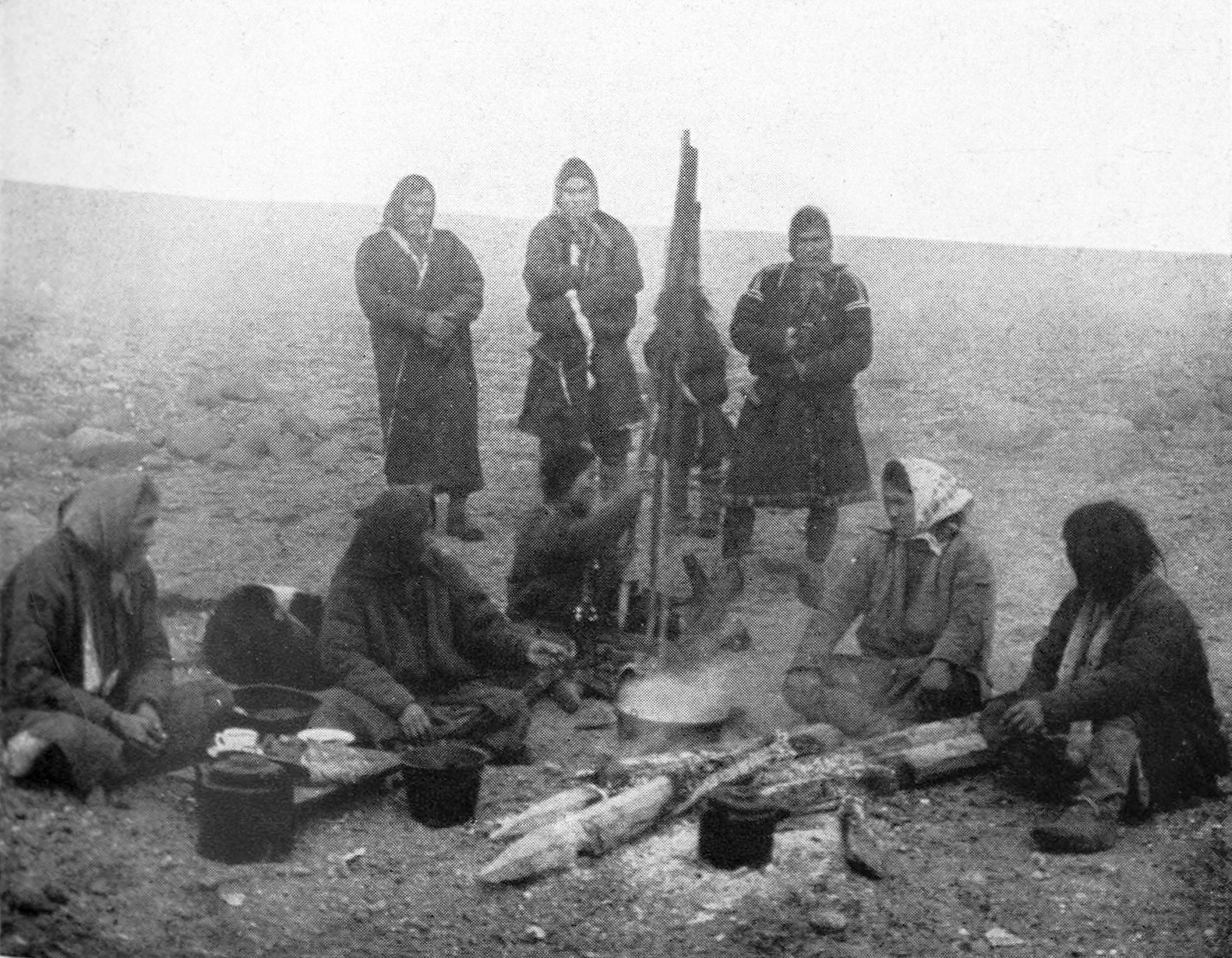
Um grupo de samoiedos em torno de um acampamento, 1914
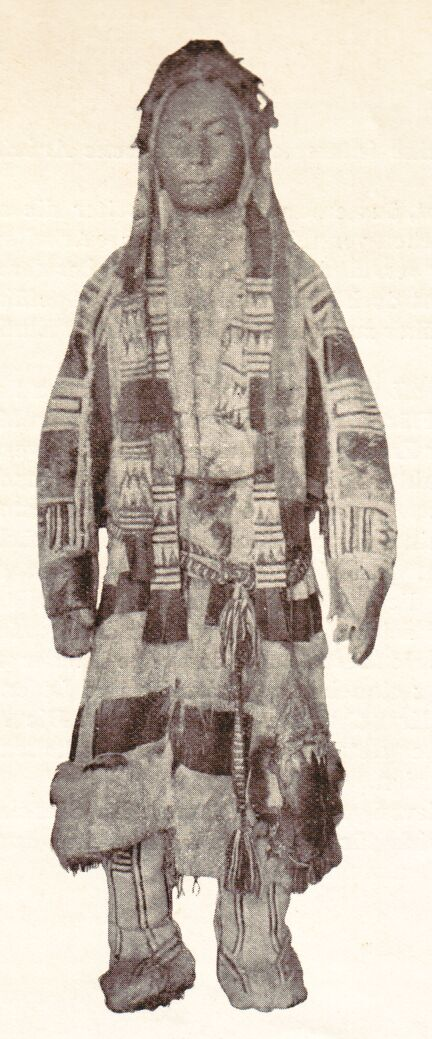
Traje samoiedo (antes de 1906)